# Thời kỳ trung đại

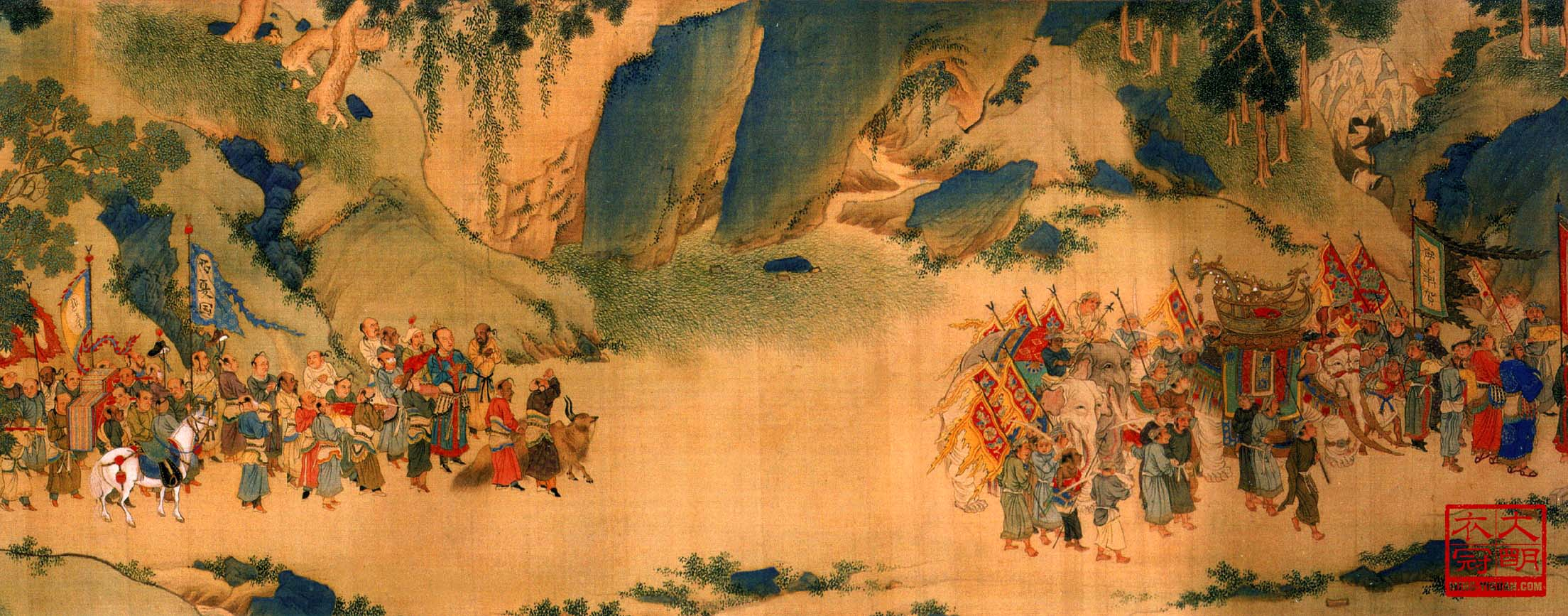
Sứ bộ An Nam và Đại Liêu phụng cống nhà Tống.

Trung đại là thuật ngữ do học giới hiện đại áp dụng cho giai đoạn trung gian trong tiến trình lịch sử nhân loại. Tuy nhiên, tùy mỗi ý thức hệ lại có cách phân biệt mốc thời gian khác nhau.

## Thuật ngữ
Trung đại (中代) là lối diễn Nôm thuật ngữ media tempestas xuất hiện trong một văn bản Latin năm 1469, sau được biến thể nhiều ngôn ngữ khác. Trong các tài liệu Việt Nam thập niên 1980 về trước, thuật ngữ này đôi khi được diễn nghĩa tối là trung cổ, nay đã bỏ.
- Hán văn: 中世紀 (trung thế kỉ)
- Nôm văn: 中代 (trung đại)
- Cao Ly văn: 중세 (trung thế)
- Do Thái văn: ימי הביניים
- Arab văn: العُصُورُ الوسطى,القُرُونُ الوسطى
- Hi văn: Μεσαίωνας
- La văn: Medium aevum
- Anh văn: Middle ages, Medieval period
- Nga văn: Средние века, Средневековье
- Ấn văn: मध्ययुग
- Thái văn: สมัยกลาง, ยุคกลาง
- Lào văn: ສະໄໝກາງ, ຍຸກກາງ

## Lịch sử
Trung đại là giai đoạn lịch sử tương đối dài, nhưng so với tiền thân là cổ đại, giai đoạn này gắn với sự kiện toàn hóa các thiết chế chính trị và pháp luật để tiến tới kiến tạo mô hình quốc gia, đặc biệt là sự thăng hoa văn nghệ để tiến tới kiến tạo bản sắc quốc gia hoặc thị tộc, ngoài ra báo hiệu sự phát triển thương nghiệp và kĩ nghệ. Đây cũng là thời đại chứng kiến sức công phá tàn bạo của chiến tranh, dịch bệnh và thiên tai, mà nhờ thế làm căn bản cho sự hoàn thiện hóa các lí thuyết về nhân học và cả nhân trị.
Đông phương
Lịch sử trung đại Đông phương thường được coi là giai đoạn vẻ vang nhất, thậm chí có những thời điểm người Đông phương tự hào là trung tâm văn minh thế giới. Tuy vậy, toàn bộ văn minh Đông phương trung đại căn bản tiến triển theo 3 trục:
- Trung Đông: Lấy tâm điểm là bán đảo Arab, hầu như được đồng nhất với giai đoạn thăng hoa của các đế quốc sùng đạo Islam rồi được đế quốc Osman kế tục. Tiên khởi từ năm 622 (năm 1 Hồi lịch) khi Đấng Tiên Tri rời Makkah đi Madinah[4][5], kết thúc năm 1923 khi đế quốc Osman cáo chung.
- Ấn Độ: Lịch sử trung đại thường được coi là thời hoàng kim, bắt đầu từ năm 230 TCN và kết thúc vào năm 1757[6][7][8].
- Trung Hoa: Các quốc gia Hán quyển đôi khi gọi giai đoạn này là thời kì phong kiến quân chủ bởi đặc tính tông chủ hóa trong hình thái chính trị xã hội. Năm tiên khởi được coi là khoảng 206 TCN khi triều Hán căn bản thống nhất vùng lõi Hán quyển sau nhiều năm đại loạn và phân liệt[9][10]. Mốc kết thúc là năm 1911 với sự kiện Tân Hợi cách mạng chuyển Trung Hoa từ quân chủ chuyên chế sang cộng hòa quốc[11]; tuy nhiên, có quan điểm coi mốc này là năm 1868 khi Nhật hoàng Minh Trị tiến hành duy tân thắng lợi. Đây cũng là thời kì thiết kế tam giáo đồng nguyên đạt cực thịnh và Nho giáo có vị thế độc tôn trong sự kiến tạo đặc sắc chính trị văn hóa.

Tây phương
Lịch sử trung đại Tây phương được phân thành 3 giai đoạn: Sơ kì, trung kì và hậu kì. Theo truyền thống, mốc khởi đầu là năm 476 SCN với sự kiện La Mã đế quốc phân liệt hóa, thời điểm kết thúc là năm 1350 khi Hắc Tử Bệnh làm tê liệt hình thái chính trị xã hội lỗi thời và thúc đẩy tiến trình khai phóng toàn diện. Tuy nhiên, quan niệm khác coi mốc kết thúc là 1492 với sự kiện Cristoffa Corombo khởi hành từ Tây Ban Nha dự định sang Ấn Độ và vô tình phát kiến Tân Thế Giới.
Có thời kì dài trong thế kỉ XIX, học giới Âu châu coi trung đại là thời hắc ám bởi ở phần lớn thời gian tồn tại đặc tính hỗn loạn về thiết chế chính trị xã hội và tù đọng về phương diện tinh thần, ngoài ra do tri thức về thời đại này còn lắm tồn nghi. Thành kiến này tới nay đã bị bác do sự phát triển của văn tự học và khảo cổ học.

## Liên kết
1. ↑  Power, Central Middle Ages p. 3
2. ↑  Miglio "Curial Humanism", Interpretations of Renaissance Humanism p. 112
3. ↑  Albrow, Global Age p. 205
4. ↑  Shaikh, Fazlur Rehman (2001). Chronology of Prophetic Events. London: Ta-Ha Publishers Ltd. tr. 51–52.
5. ↑  Marom, Roy (Fall 2017). "Approaches to the Research of Early Islam: The Hijrah in Western Historiography". Jama'a. tr. vii.
6. ↑  Catherine Ella Blanshard Asher; Cynthia Talbot (2006). India before Europe. Cambridge University Press. tr. 265. ISBN 978-0-521-80904-7.
7. ↑  A Popular Dictionary of Sikhism: Sikh Religion and Philosophy, p. 86, Routledge, W. Owen Cole, Piara Singh Sambhi, 2005
8. ↑  Khushwant Singh, A History of the Sikhs, Volume I: 1469–1839, Delhi, Oxford University Press, 1978, pp. 127–129
9. ↑  徐俊 (2000年11月). 中國古代王朝和政權名號探源. 湖北武昌: 華中師範大學出版社. tr. 58–60. ISBN 7-5622-2277-0. {{Chú thích sách}}: Kiểm tra giá trị ngày tháng trong: |date= (trợ giúp)
10. ↑  羅茲·墨菲（黃磷譯），《亞洲史》（第四版），海南出版社，三環出版社，2004年10月，141- 154 ISBN 978-7-80700-092-1
11. ↑  "辛亥革命100週年簡介-香港國際論壇". hongkong-mart.com. Truy cập ngày 20 tháng 2 năm 2020.
12. ↑  Sự kết thúc trung đại Âu châu

### Tư liệu
Tiếng Việt
- Việt Nam cổ trung đại Lưu trữ ngày 2 tháng 12 năm 2020 tại Wayback Machine
- Văn hóa cổ trung đại Việt Nam
- Đặc thù văn học trung đại Việt Nam

Tiếng Anh
- The Online Reference Book of Medieval Studies
- The Labyrinth
- NetSERF - The Internet Connection for Medieval Resources
- De Re Militari: The Society for Medieval Military History
- Interactive maps of the Medieval era Lưu trữ ngày 4 tháng 10 năm 2009 tại Wayback Machine
- Medieval Realms Lưu trữ ngày 12 tháng 3 năm 2010 tại Wayback Machine
- News and articles about the period
- Comparative and interdisciplinary articles
- 為什麼古代的君王講究天命，從五行里看各個朝代的天命 1[liên kết hỏng] 2[liên kết hỏng]